# Pat Smear
Pat Smear, född Georg Ruthenberg 5 augusti 1959 i Los Angeles, Kalifornien, USA, är en amerikansk rockmusiker, gitarrist. Idag är han medlem av Foo Fighters. Tidigare var han turnerande medlem av Nirvana.

## Biografi
Smear bildade punkrockbandet The Germs i slutet av 1970-talet tillsammans med sångaren Darby Crash. De kom att bli ett inflytelserikt band främst i Los Angeles-området, men är numer snarare legendariska för Darbys leverne och bortgång 1980, samt skivan (GI).
Under 1980-talet spelade han med bland andra Nina Hagen. Han släppte även två soloalbum, Ruthensmear (1987) och So You Fell in Love with a Musician... (1992). 
Hösten 1993 blev Smear medlem i Nirvana. Enligt Courtney Love på grund av att han vid denna tidpunkt var hennes bästa vän.
Efter sitt första framträdande med Nirvana på Saturday Night Live den 25 september kom han att spela drygt 50 konserter med dem. Han medverkar på livealbumet MTV Unplugged in New York (1994). Smear var även med på Nirvanas allra sista konsert, den 1 mars 1994 i München. 
Efter Kurt Cobains död och Nirvanas splittring 1994 blev Smear medlem i Foo Fighters, där han stannade till september 1997. På debutalbumet Foo Fighters hanterar Dave Grohl samtliga instrument, men Smear och de andra medlemmarna erhöll ändå royalties för albumet. Smear förekommer i de tre musikvideor – "This Is a Call", "I'll Stick Around" och "Big Me" – som spelades in till låtar på albumet. 
Smear medverkade även på albumet The Colour and the Shape (1997) och förekommer i musikvideorna till "Monkey Wrench" och den drömlikt surrealistiska "Everlong". Hösten 1997 lämnade Smear bandet på grund av utmattning.
Han gjorde semi-comeback i Foo Fighters och gästspelade på plattan Echoes, Silence, Patience & Grace och på Foo Fighters världsturné 2007-2008. 
Den definitiva comebacken kom 2011 i samband med bandets album Wasting Light.
Pat Smear är en flitig användare och samlare av Hagströmgitarrer.

## Diskografi

### Med The Germs
- 1977 – Forming/Sexboy (live) (singel)
- 1978 – Lexicon Devil (EP)
- 1979 – (GI) LP, 1979, Slash Records
- 1980 – The Decline of Western Civilization Soundtrack (live tracks)
- 1981 – What We Do Is Secret (EP)
- 1981 – Live At The Whisky, First Show Ever
- 1985 – Germicide
- 1993 – Germs (MIA) - The Complete Anthology

### Solo
- 1988 – Ruthensmear
- 1992 – So You Fell in Love with a Musician...

### Med Nirvana
- 1994 – MTV Unplugged in New York
- 1996 – From the Muddy Banks of the Wishkah

### Med Mike Watt
- 1995 – Ball-Hog or Tugboat?

### Med Foo Fighters
- 1997 – The Colour and the Shape
- 2006 – Skin and Bones
- 2007 – Echoes, Silence, Patience & Grace (gästgitarrist på låten "Let It Die")
- 2011 – Wasting Light
- 2014 – Sonic Highways
- 2015 – Saint Cecilia EP
- 2017 – Concrete and Gold